# Gyarmati János (orvos, 1926–1983)
Gyarmati János (Ricse, 1926. október 18. – Debrecen, 1983. június 6.) magyar orvos, radiológus, nefrológus, az orvostudományok kandidátusa (1978).

## Élete
1940–1948 között segédmunkás volt a miskolci Drótgyárban. 1948–1955 között betanított munkás a Miskolci Mélyépítő Vállalatnál. 1955-ben munka mellett leérettségizett. 1955–1961 között a Debreceni Orvostudományi Egyetemen tanult, ahol általános orvosi oklevelet szerzett. 1961–1963 között gyakornok volt a Debreceni Orvostudományi Egyetem Egészségügyi Szervezési Intézetében. 1960–1963 között a termelőszövetkezeti tagság általános és táppénzes morbiditásának kérdéseivel foglalkozott. 1963-tól az egyetem radiológiai klinikáján klinikai orvosként tevékenykedett. 1965-ben a Marxizmus–Leninizmus Esti Egyetem általános tagozatán végzett. 1966-ban radiológus szakorvosi vizsgát tett. 1966–1969 között egyetemi tanársegéd, 1969–1979 között egyetemi adjunktus, 1979–1983 között egyetemi docens volt.
Radiológusként a röntgendiagnosztika különböző klinikai problémáit, a vesemegbetegedések és a másodlagos generalizált csontelváltozások klinikai-röntgenológiai kérdéseit vizsgálta. Tanulmányai magyar, német és angol orvosi lapokban jelentek meg.

### Családja
Szülei Gyarmati János gazdasági cseléd, majd a Miskolci Drótgyár segédmunkása és Diczkó Erzsébet voltak. Négyen voltak testvérek. 1948-ban házasságot kötött Semsák Annával, a Debreceni Orvostudományi Egyetem tanulmányi csoportjának vezetőjével. Fia: ifj. Gyarmati János (1948–2018) magyar orvos, radiológus volt.
Sírja a debreceni Nagyerdei Központi temetőben található (XII, N/A, kiemelt, 11).

## Művei
- A termelőszövetkezeti tagok ideiglenes keresőképtelenségét okozó megbetegedésekről (Fülöp Tamással) – Üzemi baleseti morbiditás Hajdú-Bihar megye termelőszövetkezeteiben (Fülöp Tamással, Márton Mihállyal; Népegészségügy, 1963)
- Kísérlet a falusi lakosság tényleges morbiditásának tanulmányozására (Fülöp Tamással, Márton Mihállyal; Népegészségügy, 1964)
- A gyermek csípőízület ún. vákuum-jelensége (Magyar Radiológia, 1968)
- Szivacsvese és köves lép együttes előfordulása (Bokor Lászlóval, Jakó Jánossal; Orvosi Hetilap, 1968. 8.)
- Vacuumphenomen gyermek- és felnőttkorban (Oláh J.-vel; Borsodi Orvosi Szemle, 1968)
- Adatok a vese-lipomatosis röntgendiagnosztikájához (Magyar Radiológia, 1970)
- Mellkas-röntgenvizsgálattal kimutatható elváltozások polycythaemia veraban (Nagy Györggyel, Szegedi Gyulával; Magyar Radiológia, 1971)
- A röntgenkymographia értéke mediastinalis térszűkítő folyamatok elkülönítésében. – Nyelőcső kymographiás vizsgálatok értéke a bronchus carcinoma operálhatóságának megítélésében.  (A kísérleti és klinikai radiológia újabb eredményei; Debrecen, 1973)
- A röntgenmorphometria és microradioscopia értéke a renalis osteodystrophia kórismézésében (Magyar Radiológia, 1974)
- Tüdőelváltozások gyakorisága, formái és klinikai jelentősége systemás lupus erythematosusban (Leövey Andrással, Petrányi Gyulával; Orvosi Hetilap, 1974. 5.)
- A medularis szivacsvese szövődményei (Zarándi Bertalannal; Orvosi Hetilap, 1974. 18.)
- Röntgenvizsgálattal kimutatható csontelváltozások polycythaemia rubra verában (Honvédorvos, 1975)
- A vese belgyógyászati betegségei (Kakuk Györggyel, Endes Pongráccal; egyetemi jegyzet; Debrecen, 1975; 2. kiadás: 1978)
- Hypotoniás nyelőcsővizsgálatok visszértágulatok kimutatására (Juhász M.-mel, Tóth Erzsébettel; Magyar Radiológia, 1976)
- Az idült veseelégtelenség csontelváltozásainak röntgendiagnosztikája (Kandidátusi értekezés; Debrecen, 1977)
- Hormonális eredetű csontelváltozások idült veseelégtelenségben (Magyar Radiológia, 1978)
- A renalis osteodystrophia laboratóriumi és röntgenológiai adatainak összefüggése krónikus haemodialysis programban kezelt betegeken (Orvosi Hetilap, 1979. 41.)
- Radiológiai és hormonális elváltozások művesekezelt betegekben (Magyar Radiológia, 1981)

## Díjai, elismerései
- Érdemes orvos (1968)
- Szakszervezeti Munkáért (arany, 1974)
- Munka Érdemrend ezüst fokozata (1977)